# Ronnie Singer

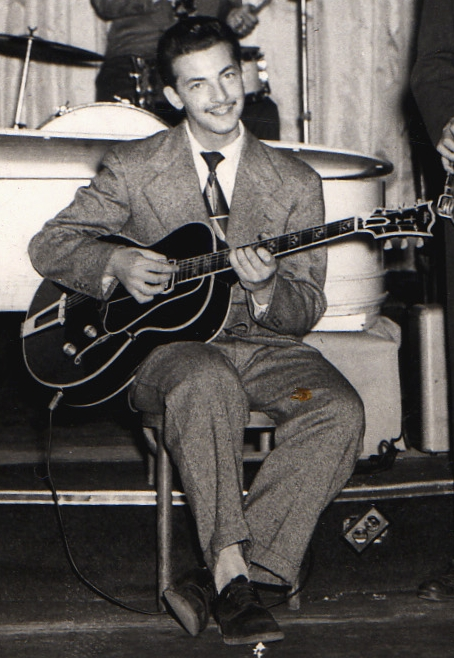
Ronnie Singer, eind jaren veertig, begin jaren vijftig.

Ronnie Singer (Chicago, 9 juni 1928 - New York, 12 september 1953) was een Amerikaanse jazz-gitarist van Joodse komaf. Tevens speelde hij saxofoon en vibrafoon.
Singer speelde samen met onder meer Charlie Parker, Lee Konitz, Zoot Sims, Sonny Stitt, Red Rodney, Jimmy Gourley, Lou Levy, Al Levitt en Artie Shaw. Op 25-jarige leeftijd pleegde hij met zijn vrouw zelfmoord door een overdosis heroïne. Van hem zijn geen plaatopnames uitgekomen, maar volgens sommige musici, waaronder Lou Levy en Jimmy Gourley, was Singer een zeer groot talent.